# Ansar ad-Din
Ansar ad-Din (arab. أنصار الدين, dosł. Obrońcy Wiary) – organizacja islamistyczna powstała w marcu 2012, kierowana przez Tuarega Iyada ag Ghalego.
Iyad ag Ghali był bojownikiem, walczącym w powstaniach tuareskich w latach 90. XX wieku. Później miał powiązania z Al-Ka’idą Islamskiego Magrebu (AQIM). Jego ugrupowanie Ansar ad-Din walczyło w 2012 razem z Narodowym Ruchem Wyzwolenia Azawadu (MNLA) w powstaniu w Mali. Jednak Ansar ad-Din, w przeciwieństwie do MNLA nie walczyło o niepodległość Azawadu, a o ustanowienie szariatu w Mali. Ansar ad-Din zakwestionowało deklarację niepodległości Azawadu przez MNLA, co wydarzyło się 6 kwietnia 2012.
W czasie rebelii tuareskiej Ansar ad-Din wystawiło 300 ochotników. Islamiści zajęli kilka miast, a po zakończeniu operacji wojskowych ograbili magazyny z żywnością, splądrowali szpitale, hotele, urzędy, biura i kościoły, bary, gdzie podawano alkohol, w rozgłośniach radiowych zakazali puszczania zachodniej muzyki.
W czerwcu 2012 pokonali Narodowy Ruch Wyzwolenia Azawadu, przejmując kontrolę nad tym malijskim regionem, ustanawiając tam prawo szariatu. Po ustanowieniu nowej administracji, organizacja zaczęła pełnić funkcje islamskiej policji, surowo egzekwując wprowadzone prawo szariatu.
W styczniu 2013 przystąpili do walk przeciwko siłom malijskim, a następnie bronili kontrolowanych przez siebie miast w północnym Mali, przed siłami francuskimi, które interweniowały w Mali. 24 stycznia 2013 doszło do rozłamu wśród ugrupowania Ansar ad-Din z którego wydzielił się Islamski Ruch Azawadu (MIA), który zadeklarował przystąpienie do pokojowych negocjacji. Ugrupowanie składające się jedynie z malijskich islamistów potępiło i odrzuciło praktyki terrorystyczne.